# Raionul Ananiev
Raionul Ananiev (în ucraineană Ананьївський район) este unul din cele 26 raioane administrative din regiunea Odesa din Ucraina, cu reședința în orașul Ananiev. A fost înființat în anul 1961 în componența RSS Ucrainene. Începând din anul 1991, acest raion face parte din Ucraina independentă.

## Geografie
Raionul se învecinează cu raionul Bârzula în vest, cu raionul Balta în nord, raionul Liubașivka în est și cu raioanele Șiriaeve și Frunzivka în sud. Este situat în podișul Podoliei, din care cauză relieful raionului este unul deluros. Spre deosebire de majoritatea teritoriului regiunii Odesa, raionul Ocna Roșie are importante masive forestiere.
Clima temperat-continentală este specifică raionului cu o temperatură medie a lunii ianuarie de -4.2 °C, a lunii iulie +20.3 °C, temperatura medie anuală +8.3 °C.

## Demografie

### Numărul populației la 1 ianuarie
| 2013    | 2014    | 2015    |
| ------- | ------- | ------- |
| ▼27.694 | ▼27.408 | ▼27.217 |

- Sursă:[1]

### Structura etnolingvistică
Componența lingvistică a raionului Ananiev
     Ucraineană (78,17%)
     Română (16,09%)
     Rusă (5,27%)
     Alte limbi (0,22%)
Conform recensământului din 2001, majoritatea populației raionului Ananiev era vorbitoare de ucraineană (78,17%), existând în minoritate și vorbitori de română (16,09%) și rusă (5,27%).
La 1 octombrie 2011 populația raionului era de 28,134 persoane. În total există 33 de așezări.
Potrivit recensământului ucrainean din 2001, populația raionului era de 32,537 locuitori. Structura etnică:
| Grup etnic            | Populație | % Procentaj |
| --------------------- | --------- | ----------- |
| Ucraineni             | 25,000    | 77.0%       |
| Moldoveni (declarați) | 5,900     | 18.1%       |
| Ruși                  | 1,300     | 3.9%        |
| Bulgari               | 100       | 0.2%        |
| Belaruși              | 100       | 0.2%        |

## A se vedea și
- Județul Ananiev, Transnistria
- Raionul Ananiev, județul Ananiev